# Emma McCoy
Pour les articles homonymes, voir McCoy.
Emma Joan McCoy est une mathématicienne et universitaire britannique. Elle est professeure de statistique à l'Imperial College London dont elle est directrice adjointe du département de mathématiques et est membre du conseil de la Royal Statistical Society.

## Biographie
Emma McCoy a obtenu une maîtrise ès sciences en statistiques computationnelles en 1991 à l'université de Bath. Le doctorat de McCoy s'est concentré sur l'analyse et la synthèse des processus à longue mémoire. Elle a notamment étudié l'utilisation de la transformée en ondelettes discrète et de l'estimation spectrale multitaper. Elle a terminé sa thèse, intitulée Some New Statistical Approaches to the Analysis of Long Memory Processes, en 1995 à l'Imperial College London sous la direction d'Andrew Walden,. 

## Activités professionnelles et de recherche
Elle enseigne à l'Imperial College depuis lors, d'abord comme chercheuse associée, puis elle est nommée professeure en 2014, devenant la première femme nommée à une chaire professorale à l'Imperial College. Elle devient vice-doyenne, chargée des questions éducatives, en 2017.
Emma McCoy s'intéresse à l'analyse des séries chronologiques et à l'inférence causale, avec un accent particulier sur le transport. McCoy enseigne plusieurs cours de premier cycle à l'Impérial et est également conseiller du centre de formation doctorale Mathématiques de la planète Terre financé par l'Engineering and Physical Sciences Research Council (en) (EPSRC),.  
Elle donne plusieurs conférences publiques liées à ses recherches et à des applications du monde réel, comme les défis d'inférence dans les transports,,. En 2006, elle a prononcé la conférence populaire de la London Mathematical Society, From Magic Squares to Sudoku. Elle participe aux classes de maître de mathématiques de la Royal Institution depuis qu'elles ont commencé à se tenir à l'Imperial College de Londres. 
Elle s'intéresse à l'avenir de l'enseignement des mathématiques au Royaume-Uni et est membre du Comité consultatif sur l'enseignement des mathématiques (en) de la Royal Society depuis 2018,.  
McCoy est membre de l'Institute of Mathematics and its Applications (FIMA), et du conseil de la Royal Statistical Society (FRSS). Elle est également membre du Academic Affairs Advisory Group de la Royal Statistical Society depuis 2016.
Elle est conseillère pour la section mathématiques et informatique du programme Suffrage Science, qui célèbre les femmes scientifiques pour leurs réalisations scientifiques et pour leur capacité à inspirer les autres. Suffrage Science a été créé en 2011 par le MRC Clinical Sciences Centre. En 2017, elle reçoit un prix du London Institute of Medical Sciences pour avoir créé un groupe de mathématiques et d'informatique.